# Base de lancement de Xichang
La base de lancement de satellites de Xichang (chinois : 西昌卫星发射中心 ; pinyin : xīchāng wèixīng fāshè zhōngxīn), administrée par les militaires chinois sous l'appellation Base 27, est une des quatre bases de lancement spatiales chinoises. Elle est située à Xichang, dans la province du Sichuan au sud-ouest de la Chine. La base, qui est devenue opérationnelle en 1984, est destinée aux lanceurs les plus puissants du pays, qui réalisent la mise en orbite de satellites de télécommunications circulant en orbite géostationnaire, de satellites de navigation Beidou et de sondes spatiales. D'autres lanceurs de capacités plus faibles (CZ-2C, CZ-11) sont également lancés de temps à autre de la base. En 2016, la base de Wenchang est inaugurée, qui est administrativement rattachée à celle de Xichang, bien qu'étant située à environ 2 000 kilomètres. Depuis cette nouvelle base sont lancés des lanceurs de nouvelles génération, plus puissants, qui seront à terme également tirés depuis Xichang pour remplacer les lanceurs d'ancienne génération.

## Situation géographique
La base de lancement de Xichang est située dans une vallée de montagne à 85 km au nord-ouest de Xichang chef-lieu de la préfecture autonome yi de Liangshan dans la province méridionale du Sichuan en Chine du sud, à presque 2 000 m d'altitude, ce qui en fait la base de lancement la plus élevée du monde. La région est caractérisée par un climat subtropical avec une température annuelle de 16 °C et des vents modérés. 

## Historique

### Hésitations et construction
La construction d'une base de lancement en Chine du sud est étudiée dans les années 1960 lorsque les tensions croissantes dans les relations avec l'Union soviétique et les escarmouches militaires avec ce pays précarisent la situation de la base de lancement de Jiuquan située en Mongolie-Intérieure à seulement quelques centaines de kilomètres de la frontière. Les militaires chinois décident de construire un nouveau complexe de lancement pour la mise en orbite de satellites et des futures missions spatiales avec équipage qui serait situé dans les régions montagneuses de la Chine du sud. Après avoir étudié de nombreux sites, ils sélectionnent une vallée de montagne du nom de Songlin non loin de la métropole régionale de Xichang. La construction débute en 1970. 
Le complexe de lancement no 1 devait être destiné à la mise en orbite du vaisseau habité Shuguang. Mais les travaux sont arrêtés quelques mois plus tard lorsque le gouvernement chinois décide de renoncer à son programme spatial habité. Les travaux sont repris seulement en 1978 lorsque les responsables chinois décident de lancer depuis cette base les satellites de télécommunications DFH-2 devant circuler en orbite géostationnaire. La base est située bien plus au sud que les deux autres bases spatiales chinoises d'alors, Jiuquan et Taïyuan, ce qui facilite la mise en orbite. Le complexe de lancement no 3 est achevé en 1983 et le premier satellite est lancé le 8 avril 1984. Le complexe de lancement no 2 est construit pour permettre le tir de lanceurs plus puissants. Il est achevé en 1990 et un lanceur Longue Marche 2E en décolle pour la première fois le 16 juillet 1990.

### Premiers lancements et échecs

Le décollage catastrophique du lanceur d'Intelsat 708, ayant entraîné le décès de 6 personnes.

En 1984, l'existence de la base de lancement de Xichang, tenue secrète jusque-là, est rendue publique. La Chine décide d'entrer sur le marché des lancements de satellites commerciaux dans les années 1990. Toutefois, le nouveau lanceur lourd Longue Marche 2E, chargé de remplacer provisoirement la future Longue Marche 3B dont le développement prend du retard, est frappé de plusieurs graves échecs. Après un premier vol chaotique, et un deuxième réussi, le troisième vol du lanceur se soldera par l'implosion de la coiffe du lanceur en vol, ce qui détruira sa charge utile, un satellites commercial américain. Le lanceur placera tout-de-même les débris en orbite. Deux vols plus tard, le lanceur explosera en vol, et s'écrasera au sol causant la mort de 6 personnes. Après deux autres vols, dont un échec partiel, le lanceur sera retiré du service pour laisser place à la Longue Marche 3B.
Le 15 février 1996, le vol inaugural du lanceur emportant le satellite de télécommunications américain Intelsat 708 quitte sa trajectoire nominale immédiatement après le décollage et vient s'écraser sur une colline à 1 200 mètres du pas de tir en détruisant 80 bâtiments et en tuant, selon les déclarations officielles, 6 personnes et en blessant 57.

### Histoire récente
En 2004 la base est modernisée pour permettre le lancement de certaines sondes spatiales du programme chinois d'exploration lunaire. Le complexe de lancement ZL-3 est entièrement démoli et reconstruit. En 2007 sera lancé de la base Chang'e 1, la première mission lunaire chinoise, qui sera suivie de Chang'e 2 en 2010,. Les premiers atterrisseurs lunaires chinois, Chang'e 3 et 4, seront également lancés de la base par des Longue Marche 3. Enfin, le pays lancera Chang'e 5-T1, une mission de démonstration servant de mise-au-point pour la réalisation de la sonde Chang'e 5, qui elle décollera depuis Wenchang.
En janvier 2007, un missile antisatellite décolle de la base, et détruit sur son orbite le satellite météorologique désaffecté Fengyun 1C en créant un nuage de débris qui augmente fortement le nombre de débris spatiaux, déclenchant les protestations des grandes puissances.
Elle lance en décembre 2013, le satellite Túpac Katari, en référence à Túpac Katari qui a lutté contre les colons espagnols, premier satellite de Bolivie, produit par une coopération sino-bolivienne,. Le 22 novembre 2016, le site effectue son centième lancement en mettant sur orbitant un satellite Tianlian.
En 2010, les responsables chinois annoncent la construction d'une nouvelle base de lancement sur l'île de Haïnan pour le lancement des satellites géostationnaires et des sondes spatiales. La base de lancement de Wenchang, d'où sont tirés à compter de juin 2016 les lanceurs de nouvelle génération, Longue Marche 5 et Longue Marche 7, beaucoup plus puissants, qui vont progressivement reprendre certains des vols jusqu'alors assignés à Xichang. Il est à l'avenir prévu de moderniser les installations de la base pour pouvoir également y tirer la Longue Marche 7A.

## Installations

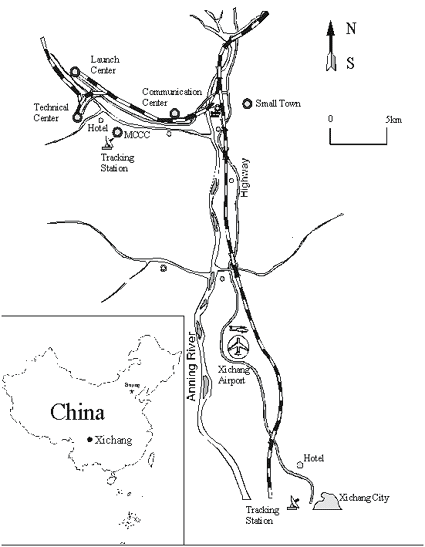
Plan de la base de lancement.

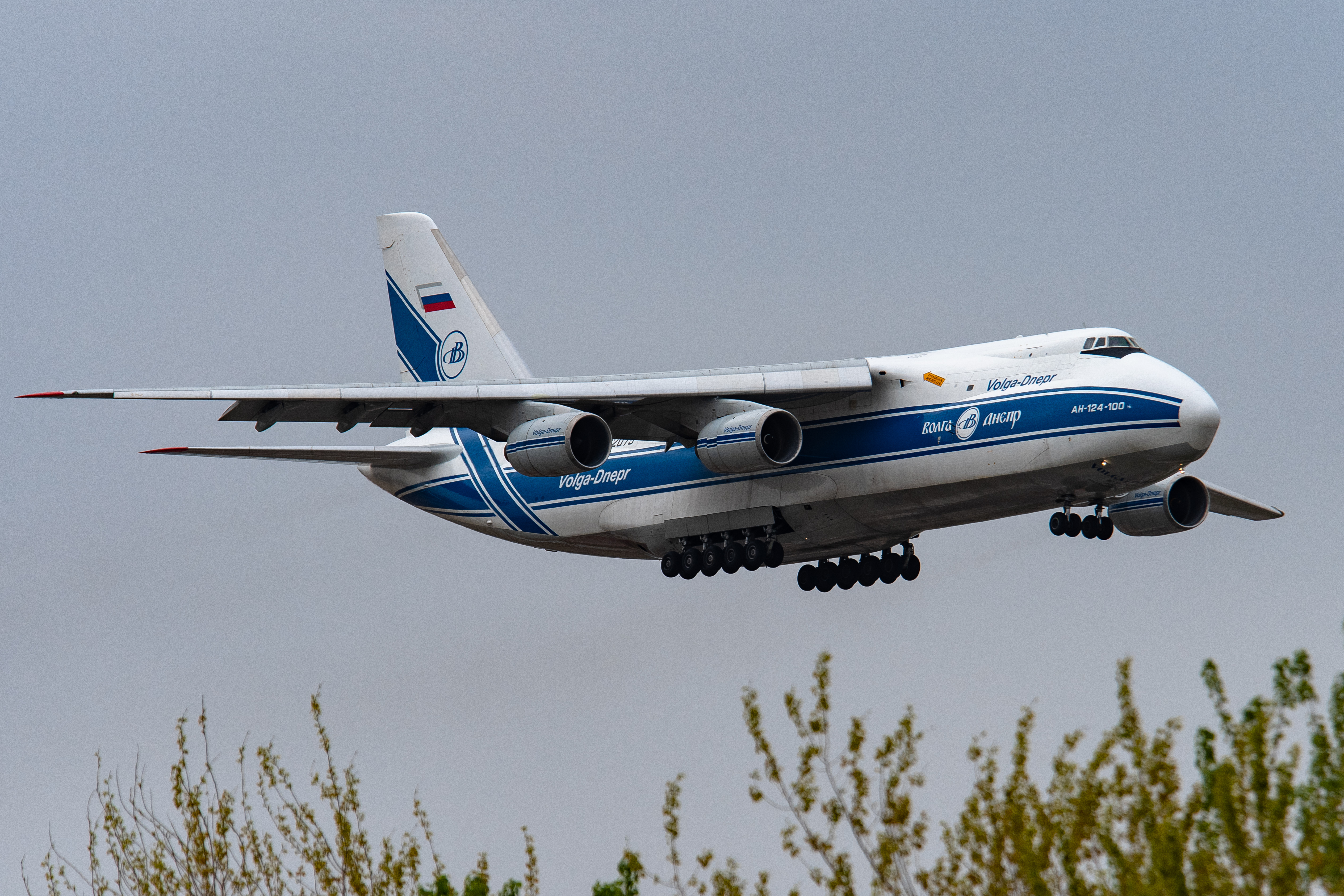
Antonov An-124 livrant un satellite à la base de lancement de Xichang

La base de lancement comporte deux complexes de lancement disposant chacun d'un pas de tir. Les étages des lanceurs sont transportés jusqu'à la base par voie ferrée. Celle-ci est reliée à la LGV Changsha - Kunming (en). L'aéroport dans la banlieue nord de Xichang dispose d'une piste de 3 600 mètres qui permet à des avions cargo de grande taille comme le Boeing 747 et l'An-124 d'atterrir. Les charges utiles peuvent être ainsi transportées par la voie des airs puis embarquées sur des véhicules routiers. Enfin la base est reliée à l'autoroute Sichuan-Yunnan. Une zone technique est située à quelques kilomètres des complexes de lancement. C'est là que sont préparés les lanceurs (bâtiments BL1 et BL2), la charge utile (bâtiments BS2 et BS3), les propulseurs d'appoint à propergol solide (bâtiment BM) et que sont stockés les réserves d'ergol. Le centre de contrôle de la base, inauguré en 2007 est situé dans la ville de Xichang à 85 km de celle-ci. Les stations de poursuite sont situées à Xichang, Yibin et Guiyang. Dans le cadre d'une campagne de lancement classique, elles sont renforcées par la station de poursuite de Weinan, la station de Ximen et deux navires de la classe Yuanwang stationnées dans le sud de l'Océan Pacifique.

### Complexe de lancement 2
Le complexe de lancement 2 dispose d'un seul pas de tir. Il comporte une tour de service mobile circulant sur rail haute de 96 mètres et comportant deux grues capables de soulever respectivement 20 t et 10 tonnes. La tour dispose de plateformes permettant d'accéder aux différents étages du lanceur. La section au sommet dispose d'une salle blanche de niveau 100000 pour intervenir sur la charge utile. Le lanceur  est assemblé sur une table de lancement fixe percé d'un trou central pour l'évacuation des gaz au décollage. Quelques heures avant celui-ci la tour mobile est reculée et le lanceur reste solidaire d'une tour ombilicale métallique qui dispose elle-même d'équipements permettant de faire le plein d'ergols et d'intervenir sur les différents étages du lanceur.

### Complexe de lancement 3
Le complexe de lancement 3 dispose d'un seul pas de tir. Celui comprend une tour ombilicale fixe avec des bras mobiles pour l'alimentation électrique et les conduits utilisés pour faire le plein d'ergols et une table de lancement en acier percée d'un trou circulaire par lequel les gaz éjectés au décollage s'échappent. Le lanceur est assemblé verticalement sur le pas de tir à l'aide d'une grue fixée au sommet de la tour ombilicale. Les vérifications et le plein d'ergols est alors réalisé et la fusée est lancée. À la suite de la reconstruction du pas de tir intervenue en 2004 l'ensemble des variantes de la fusée Longue Marche 3A y compris les variantes les plus lourdes, les Longue Marche 3B/3E, peuvent être lancés depuis ce complexe.